# Gama Bomb
Gama Bomb — британская трэш-метал- и кроссовер-трэш-группа, основанная в 2002 году в Ньюри, Северная Ирландия.

## Начало: 2002—2005
Gama Bomb сформировались в 2002 году и устраивали туры по Великобритании, при этом не забывая о записи новых треков. В этом же году группа привлекла к себе внимание своими демозаписями The Survival Option. Позже туры пополнились синглом The Fatal Mission. Во время туров лидер группы Филли Бирн выступал на сцене в одежде повара, священника или учёного под популярную в 80-е трэш-метал версию саундтрека к мультсериалу Черепашки мутанты ниндзя.

## Survival of the Fastest: 2005—2007
Gama Bomb выпустила свой полноформатный альбом Survival of the Fastest (продюсированный Элвином Уокером), записанный на европейском музыкальном лейбле Witches Brew в 2006 году. Изначально выпущенный в ограниченном количестве в 2005 году альбом включал в себя много групп, которые вне этого релиза были коммерчески недоступными. Версия альбома 2006 года включает 2 бонусных трека «M.A.D.» и «The Survival Option» из их сингла 2004 года Fatal Mission.

### Сплит с Black Sister Zombi Brew EP: 2007
В мае 2007 года Gama Bomb совместно с венгерской трэш-метал-группой Black Sister записали сплит, выпущенный лейблом Problem? Records. Gama Bomb показали новые треки «Zombi Brew», «Frightmare On Hell St», и кавером «Maniac» панк-группы The Dangerfields. EP был выпущен на 7-дюймовом виниле в количестве 200 копий.

## Earache Records и Citizen Brain: 2008
В сентябре 2007 года Gama Bomb подписали контракт с лейблом Earache Records. Трек «Zombi Brew» был включён в сборник «Thrashing Like A Maniac», выпущенный лейблом Earache Records и включавший несколько трэш-метал-групп, таких как Evile, Municipal Waste, Short Sharp Shock и Send More Paramedics.
В апреле 2008 года Earache Records подтвердил выход нового альбома Citizen Brain в июне 2008 года. Альбом вышел в срок и получил высокие оценки критиков. Группа устроила тур в поддержку своего нового альбома.

## Tales from the Grave in Space: 2009—2010
В августе 2009 года группа сообщила на своём блоге MySpace о записи альбома Tales from the Grave in Space, который выйдет в ноябре того же года. Альбом был продюсирован Скоттом Эткинсом, продюсировавшим их прошлый альбом Citizen Brain.
8 сентября группа заявила о том, что их альбом будет доступен на сайте earache.com/gamabomb через Rapidshare. Gama Bomb стала первой группой, которая бесплатно распространила свой альбом, записанный в студии.

## Музыкальный стиль и тематика текстов
Стилистически ориентированная на 80-е трэш-метал-группа, на которую оказали влияние такие группы, как Nuclear Assault, Kreator, Agent Steel, Sodom, ранний Slayer и ранний Megadeth.
Темы песен часто заимствуются у фильмов ужасов, экшн, научной фантастики, мультфильмов и компьютерных игр 80-х годов, что характерно темам классического хэви-метала. Также присутствуют темы социальных проблем, таких, как расизм и глобальное потепление. Gama Bomb известны тем, что часто разбавляют тексты песен своим юмором. Текущие темы группы: каннибализм, война, зомби, человеческие жертвы, призраки и убийства.

## Участники
| Филли Бирн: вокал | Домо Диксон: лид-гитара | Джо МакГиган: бас-гитара | Джон Роче: гитара | Пол Кэффри: ударные |
| ----------------- | ----------------------- | ------------------------ | ----------------- | ------------------- |
|                   |                         |                          |                   |                     |

## Дискография
| Год  | Название                      | Формат | Лейбл            |
| ---- | ----------------------------- | ------ | ---------------- |
| 2002 | The Survival Option           | Сингл  | Демо             |
| 2004 | Fatal Mission                 | Сингл  | Демо             |
| 2005 | Survival Of The Fastest       | Альбом | Witches Brew     |
| 2007 | Zombi Brew                    | Сплит  | Problem? Records |
| 2008 | Citizen Brain                 | Альбом | Earache Records  |
| 2009 | Tales From The Grave In Space | Альбом | Earache Records  |
| 2010 | Half Cut                      | EP     | Earache Records  |
| 2013 | The Terror Tapes              | Альбом | AFM              |
| 2015 | Untouchable Glory             | Альбом | AFM              |
| 2018 | Speed Between the Lines       | Альбом | AFM              |
| 2020 | Sea Savage                    | Альбом | Prosthetic       |
| 2021 | Thunder over London           | EP     | Prosthetic       |
| 2023 | Bats                          | Альбом | Prosthetic       |